# Arthur Lewin-Funcke

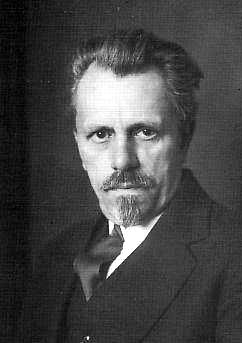
Arthur Lewin-Funcke

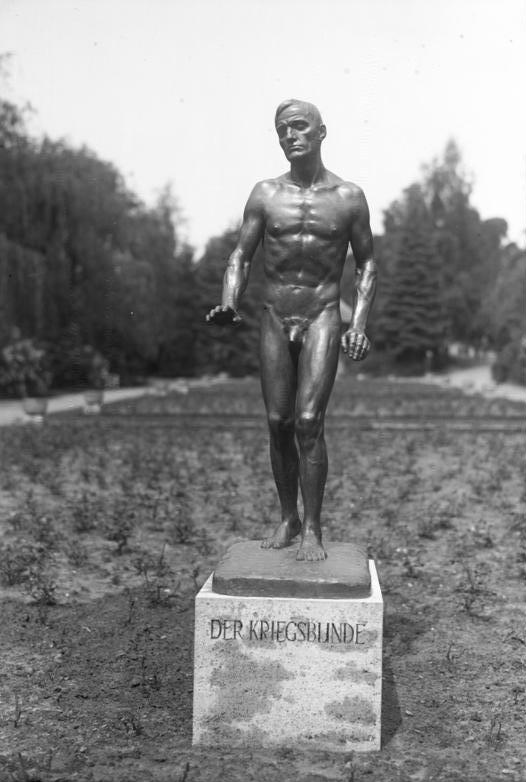
Der Kriegsblinde

Arthur Lewin-Funcke (* 9. November 1866 in Niedersedlitz bei Dresden; † 16. Oktober 1937 in Berlin) war ein deutscher Bildhauer und Medailleur.

## Leben
Arthur Wilhelm Otto Lewin-Funcke trug die Nachnamen beider Eltern; der Vater hieß Lewin, die Mutter Funcke. Er absolvierte eine Lehre als Elfenbeinschnitzer, danach die Handwerkerschule in Berlin, und schließlich studierte er von 1890 bis 1895 an der Königlichen Akademie der Künste zu Berlin unter anderen bei Ernst Herter, Gerhard Janensch, Albert Wolff – auch Aufenthalte mit Rompreis in Italien 1895 bis 1897 in der Villa Strohl-Fern und Frankreich fielen in diese Zeit –, danach ab 1900 noch ein Jahr an der Académie Julian in Paris bei Denys Puech. 1899 ließ sich der Künstler im Katalog der Großen Berliner Kunstausstellung zum ersten Mal als Arthur Lewin-Funcke eintragen – ab 1901 auch im Adressbuch. Vorher ist er als Arthur Levin oder Lewin geführt. Der Wechsel zum Doppelnamen, so heißt es, sei erfolgt, da der Name Lewin seinerzeit keine Seltenheit war und er sich von seinen vielen Namensvettern absetzen wollte. 1901 gründete er in Berlin die „Studienateliers für Malerei und Plastik“, die ihren Sitz bis mindestens 1934 in der Kantstraße 159 in Charlottenburg hatten. Zu den zahlreichen Schülern gehörten Paul Citroen, David Friedmann, Charles Hug, Käthe und Peter Kollwitz und Felix Nussbaum. 1903 heiratete er Eva Elisabeth Poenitz, eine Tochter von Franz Poenitz. Aus der Ehe gingen vier Kinder hervor, darunter der 1909 geborene Andreas Funcke, der ebenfalls Künstler wurde. 1905 erhielt er auf der Großen Berliner Kunstausstellung eine kleine Goldmedaille. 1913 wurde Lewin-Funcke zum Professor ernannt.

## Werke
Lewin-Funcke schuf vor allem Aktdarstellungen, aber auch Büsten. Einige seiner Metallarbeiten sind im Zweiten Weltkrieg verlorengegangen oder eingeschmolzen worden; so wurde etwa Luther mit Hans und Lenchen, eine 222 cm hohe Figurengruppe von 1930, die vor dem evangelischen Gemeindehaus in Berlin-Zehlendorf stand, im Jahr 1943 als Metallspende demontiert. Ein bronzener Löwe, der seinen Platz vor der Artillerie-Kaserne in Eberswalde hatte, fiel wohl den Kriegsgeschehnissen zum Opfer. In Berlin-Steglitz stand einst Deutschlands erstes Kriegsblindendenkmal. Das 1926/27 geschaffene Werk zeigte einen nackten Mann, der sich vorsichtig vorwärtstastet. Blinde waren in den 1920er Jahren überhaupt ein zentrales Thema seiner Arbeiten. Opus 60 oder Hingebung von 1916 (Höhe 169 cm), ein stehender Akt mit zurückgeneigtem Kopf und geschlossenen Augen, steht heute noch im „Italienischen Garten“ des Botanischen Garten Berlin. Die lebensgroße Plastik Streitende Knaben von 1894/95 befindet sich vor einem Altenheim, Am Compesmühlenweg, in Mönchengladbach.
Lewin-Funckes Kinderdarstellungen wurden zum Teil als Vorbilder für Charakterpuppen verwendet. So diente eine Knabenbüste aus dem Jahr 1898 der Firma Kämmer & Reinhardt als Modell für die Puppen K&R 102 und K&R 107. Aus dem Lachenden Baby von 1908 wurde K&R 100, das sogenannte Kaiserbaby. Heinz Burkowitz wurde zu K&R 106 und die Streitenden Knaben brachten ihm während seiner Studienzeit ein Romstipendium ein. Die lebensgroße Darstellung des Voglers wurde 1909 mit dem Ehrenpreis der Stadt Berlin ausgezeichnet. Die Figur befand sich in der Breiten Straße in Berlin-Pankow und existiert seit dem Zweiten Weltkrieg nicht mehr.
Arthur Lewin-Funcke schuf auch Reliefs, Grabplatten, Medaillen und Plaketten. Das Doppelporträt von Lory und Else Arnhold wurde 1897 in Silber gegossen.
An seinem ab 1911 genutzten Wohnhaus und Atelier in der Podbielskiallee 15 in Berlin-Dahlem wurde eine Gedenktafel angebracht.